# Азербайджан
Азербайджан (също Азърбайджан) е държава, чиято територия е разположена на западния бряг на Каспийско море и предимно в Югозападна Азия, част от която я счита и ООН, въпреки че понякога се твърди, че се намира в Европа. Същевременно Азербайджан членува в Съвета на Европа от 2001 г. 
Столица на страната е Баку. Други по-големи градове в Азърбайджан са Ганджа, Сумгаит, Мингечаур и Шеки.

## География
Страната граничи с: Армения (1007 km); Иран (756 km); Грузия (480 km); Русия (390 km) и Турция (15 km). Общата дължина на азербайджанските сухоземни граници е 2648 km. Бреговата линия с Каспийско море е дълга около 800 km. Дължината на територията на Азербайджан от север на юг е около 400 km, а от запад на изток – около 500 km. Площта на четирите главни азербайджански острова в Каспийско море е над 30 km².
Три планински вериги – Голям и Малък Кавказ и Талишките планини, заедно покриват приблизително 40% от площта на страната, ограждайки централната Куро-Аракска низина. Най-високата точка на Азербайджан е разположена на 4466 m н.в., а най-ниската е в Прикаспийската низина (-28 m). В Азербайджан има повече от 8000 реки, но само 24 от тях са дълги повече от 100 km; най-дългата река е Кура (1515 km). Най-голямото езеро в страната е Сарису (65,7 km²), 

### Климат
Климатът в Азербайджан е субтропичен, с максимум на валежите в периода септември-декември. Летата са сухи и слънчеви и продължават от юни до средата на септември. Зимите са студени.
| температура | яну  | фев  | мар   | апр   | май   | юни   | юли   | авг   | сеп   | окт   | ное   | дек   |
| ----------- | ---- | ---- | ----- | ----- | ----- | ----- | ----- | ----- | ----- | ----- | ----- | ----- |
| минимална   | 2 °C | 2 °C | 4 °C  | 9 °C  | 14 °C | 18 °C | 21 °C | 21 °C | 18 °C | 13 °C | 8 °C  | 3 °C  |
| максимална  | 6 °C | 6 °C | 10 °C | 16 °C | 22 °C | 27 °C | 30 °C | 30 °C | 26 °C | 20 °C | 14 °C | 10 °C |

## История

### Преди 20-и век
- Тюркските племена проникват на територията на Азербайджан през IX век, като постепенно се смесват с предците на съвременните азери – местните народи от кавказки и ирански произход.
- През 1502 г. Исмаил Сефеви основава първата ирано-азерска държава, която се основавала на исляма от шиитското му направление. Столицата на държавата на Сефевидите е град Тебриз. Управляващата династия постепенно започва да се иранизира. След настъпилата криза в държавата на Сефевидите и смъртта на Надир шах през 1747 г. на територията на съвременен Азербайджан се образуват няколко ханства, които са завоювани от Руската империя в резултат на руско-иранската война от 1804 – 1813 г. и Гюлистанския мир.[6]
- Към края на XIX век Баку се превръща в голям многонационален промишлен център. През ноември 1917 г. тук е установена съветската власт и е създадена така наречената Бакинска комуна. От лятото на 1918 г. в Азербайджан започва англо-турска интервенция, в резултат на която на власт идват мусаватистите, които за първи път използват названието „Азербайджан“ за обозначение на новообразуваната република. Създаването на самостоятелни държави в бившите задкавказки владения на Руската империя и опитите на Великобритания и Турция да запълнят образувалия се геополитически вакуум довеждат до масови междуетнически сблъсъци между азери и арменци, които водят до многочислени жертви и от двете страни.

### 20-и век
- През 1920 г., след края на гражданската война в Северен Кавказ ръководството на Съветска Русия изпраща части на Червената армия в Закавказието, за да установи съветска власт в този район. Така на 28 април 1920 г. е провъзгласена Азербайджанска ССР. От 12 март 1922 г. тя влиза в състава на Закавказката федерация (ЗСФСР), а от 5 декември 1936 г. – в СССР като съюзна република. През 1923 г. по времето на национално-териториалното обособяване в Задкавказието, осъществено в рамките на сталинската „национална политика“, в състава на Азербайджан са включени териториите на Нагорни Карабах (Нагорно-Карабахска автономна област, НКАО), населена предимно от арменци, и Нахичеванската автономна република.
- През 1988 г., по времето на демократичните промени в СССР, съпроводени от отслабване на държавната власт и партийното ръководство, в Нагорни Карабах се засилват сепаратистките настроения сред арменското мнозинство, което води до остър междуетнически конфликт, прераснал в Карабахската война (1992 – 1994). В тази война азербайджанската армия търпи поражение, в резултат на което 13,4% от територията на Азербайджан е под контрола на карабахската армия. Печални страници от този конфликт са погромите в Сумгаит, Баку, Гугарк и Ходжали, масовите убийства на мирно население, хилядите бежанци – азери и арменци, принудени да напуснат родните си места. През 1994 г. при посредничеството на страните от ОНД между Азербайджан и Армения е подписано примирие. Многократните опити за урегулиране на конфликта са неуспешни.
- В нощта на 20 януари 1990 г. Москва изпраща танковете на Червената армия в Баку, за да потуши настроенията около антикомунистическия Народен фронт. Жертвите са многочислени, а 20 януари остава една от най-черните дати в историята на Азербайджан, известна като „Черният януари“. В Баку има мемориал „20 януари“ с паметни плочи на над 800-те жертви. След тази военна интервенция от страна на СССР населението на Азербайджан допълнително се настройва още по-остро срещу комунистическата власт в Москва.
- На фона на армено-азербайджанското противопоставяне през 1991 г. Върховният съвет на Азербайджанската ССР провъзгласява независимостта на републиката, това се случва на 18 октомври 1991 г. Първият президент на Азербайджан е Първия секретар на ЦК на Компартията на Азербайджан Аяз Муталибов, който скоро е сменен от ръководителя на националистическия Народен фронт на Азербайджан (НФА) Абулфаз Елчибей.
- Неуспехите на карабахския фронт и некомпетентността на правителството, сформировано от НФА, предизвикват криза във властта, в резултат на която на 4 юни 1993 г. в Гянджа избухва метеж, воден от полковник Сурет Гусейнов. На 18 юни метежниците, въпреки съпротивлението, влизат в столицата Баку.
- Първите свободни парламентарни избори в историята на независим Азербайджан се провеждат през 1995 г. Настоящият състав на парламента е избран на изборите, състояли се през 2005 г. Мнозинството от депутатите в Националното събрание са от пропрезидентската партия Нов Азербайджан. Митингите, демонстрациите и масовите акции на опозиционните партии, представени в парламента, се предотвратяват от властите.

### 21-ви век
- Абулфаз Елчибей бяга в Нахичеван, а на власт идва Гейдар Алиев. Самият Гусейнов през 1994 г. е отстранен от власт по подозрение в организиране на военен преврат. През 2003 г. Гейдар Алиев умира и на поста президент на Азербайджан го сменя синът му Илхам Алиев, който назначава няколко години по-късно съпругата си Мехрибан Алиева за вицепрезидент, без да е избрана от народа. Двамата управляват    авторитарно, а всякакви наченки на опозиция биват смазвани още в зародиш. Всички знакови обекти в страната (стадиони, булеварди, летище, културни центрове, музеи) носят името на Гейдар Алиев, а ликът му е навсякъде в страната.

## Административно деление
В административно-териториално отношение Азербайджан е разделен на 59 района (на азерски: rayonlar, ед. ч. rayon), 11 града (на азерски: şəhərlər ед. ч. şəhər) и 1 автономна република (на азерски: muxtar respublika) – Нахичеванска автономна република. Автономията на Нагорни Карабах официално е премахната през 1991 г. Фактически територията на Нагорни Карабах не се намира под контрола на азербайджанското правителство.
Градове в Азербайджан:
- Али Байрамлъ – (Əli Bayramlı)
- Баку – (Bakı)
- Ганджа – (Gəncə)
- Шамкир – (Shamkir)
- Ленкоран – (Lənkəran)
- Мингечаур – (Mingəçevir)
- Нахичеван – (Naxçıvan)
- Нафталан – (Naftalan)
- Шеки – (Şəki)
- Сумгаит – (Sumqayıt)
- Шуша – (Şuşa)
- Степанакерт – (Xankəndi)
- Евлах – (Yevlax)

## Население
По данни на Госкомстата на Азербайджан за 2005 г., 51,5% от населението на страната е градско, а останалите 48,5% живеят в селските райони. На 1000 мъже се падат 1033 жени. Средната възраст в страната е 31 години, а средната продължителност на живота е 72,4 години. При мъжете този показател е 69,9 години, а при жените – 75,2 години. Според CIA World Factbook към юли 2011 г. населението на Азербайджан се равнява на 9 165 000 души. От тях (приблизително):
- азери – 92 %,
- дагестански народности (лезгинци, аварци, цахури, хиналугци, будухи) – 3 %,
- евреи – 0,1 %,
- руснаци – 1,3 %,
- арменци – 1,3 % (почти всички арменци живеят в Нагорно-Карабахския регион),
- други (кюрди, украинци, тати, талиши и др.) – 2,3 % (по данни от 2009)[8].

## Държавно устройство
Управлението на Азербайджан се основава на разделението на властите между законодателната, изпълнителната и съдебната власт. Структурното формиране на политическата система на Азербайджан е приключила с приемането на новата конституция на 12 ноември 1995 г. Съгласно член 23 от Конституцията, държавните символи на Република Азербайджан са знамето, герба и националния химн. Държавната власт в Азербайджан е ограничена не само от закона за вътрешните въпроси, но и международните отношения са допълнително ограничено от разпоредбите на международни споразумения.
Азербайджан е полупрезидентска република. Държавният глава на страната е президентът, който се избира за срок от 5 години, чрез преки избори. Президентът държи изпълнителната власт и назначава всички правителствени служители, разрешено е да формира кабинет, по-низш изпълнителен орган, подчинен на него. Съветът за сигурност е съвещателен орган към президента и той го организира в съответствие с Конституцията от 10 април 1997 г. Административният отдел не е част от кабинета на президента, но управлява финансовите, техническите и паричните дейности както на президента, така и на неговия кабинет. Самият кабинет на Азербайджан се състои главно от министър-председателя, неговите заместници и министрите. 
Законодателната власт се държи от еднокамарно Народното събрание и Висше Народното събрание. Висшият законодателен орган на Азербайджан е еднокамерното Национално събрание (на азерски: Milli Məclis), състоящо се от 125 депутати, които се избират за срок от 5 години по едномандатен окръг.  Парламентарните избори се провеждат на всеки пет години, в първата неделя на ноември. Партията Йени Азербайджан понастоящем държи почти всички 125 места в Парламента. По време на парламентарните избори през 2010, опозиционните партии, Мусават и Азербайджански народен фронт, не успяват да спечелят нито едно място. Европейските наблюдатели намират множество нередности в хода на подготовката на изборите и в изборния ден.
Президентът не разполага с правото да разпуска Народното събрание, но той има право да налага вето върху неговите решения. За да замени президентското вето, парламентът трябва да има мнозинство от 95 гласа. 
Съдебната власт се упражнява от Конституционния съд, Върховния съд и Икономическия съд. Президентът назначава съдиите в тези съдилища.

## Международни отношения
Азербайджан е остро критикуван за подкупване на чужди длъжностни лица и дипломати, за насърчаване на своите каузи в чужбина и легитимира своите избори у дома си.
Краткотрайната Азербайджанска демократична република успява да установи дипломатически отношения с шест страни, като изпраща дипломатически представители в Германия и Финландия. Последната страна, признала независимостта на Азербайджан, е Бахрейн, на 6 ноември 1996 г. Пълни дипломатически отношения, включително взаимни обмени на мисии, за първи път са установени с Турция, Пакистан, САЩ, Иран и Израел. Азербайджан е поставил специален акцент върху своите „специални отношения“ с Турция.
Азербайджан има дипломатически отношения със 158 страни и членство в 38 международни организации. Тя притежава статут на наблюдател в Движението на необвързаните и Световната търговска организация и е кореспондент на Международния съюз по дълекосъобщения. На 9 май 2006 Азербайджан е избран за член в новоучредения Съвет по правата на човека от Общото събрание на ООН. Мандатът започва на 19 юни 2006 г.
Приоритетите на външната политика на Азербайджан включват, на първо място, възстановяване на нейната териториална цялост, елиминиране на последиците от загубата на Нагорни Карабах и седем други района на Азербайджан; интегриране в европейската и евро-атлантическата структура; принос към международната сигурност; сътрудничество с международни организации; регионално сътрудничество и двустранни отношения, укрепване на отбранителната способност; запазване на етническа и религиозна толерантност; научна, образователна и културна политика и запазване на моралните ценности; икономическо и социално развитие; подобряване на вътрешната и граничната сигурност, миграцията и политиката за сигурност.
В края на 2007 г. азербайджанското правителство заявява, че дългогодишният спор за арменската окупирана територия Нагорни Карабах почти сигурно ще доведе до война, ако спорът остане нерешен. Правителството е в процес на увеличаване на военния бюджет. Освен това икономическите санкции на запад от Турция и на изток от Азербайджан нанасят сериозни щети по икономиката на Армения, което води до стръмно покачване цените на основните стоки и голям спад в арменските държавни приходи.
Азербайджан е активен член на международната комисия за борба с тероризма. Страната има принос в мироопазващите мисии в Косово, Афганистан и Ирак. Активно партнира с НАТО, също така поддържа добри отношения с Европейския съюз.